# Culicoides lamborni
Culicoides lamborni är en tvåvingeart som beskrevs av Ingram och John William Scott Macfie 1925. Culicoides lamborni ingår i släktet Culicoides och familjen svidknott.
Artens utbredningsområde är Malawi. Inga underarter finns listade i Catalogue of Life.